# Samuel Schlaefli
Samuel Schlaefli (* 1979) ist ein Schweizer Journalist und Dokumentarfilmproduzent. Er schreibt seit 2006 für deutsch- und englischsprachige Tageszeitungen, Onlinemedien und Magazine. Dabei hat er sich auf die Themen Umwelt, Nachhaltigkeit, Urbanisierung, Globalisierung und sozialer Wandel spezialisiert. Seine Beiträge erschienen u. a. bei GEO, Spiegel Online, SRF2 Kultur, Greenpeace Magazin, TagesWoche, Surprise und OurWorld 2.0. Er berichtete aus Äthiopien (2019), Ecuador (2017), Myanmar (2016) den USA (2015), dem Indischen Ozean (2014), Südafrika (2012) und aus dem Nahen Osten (2012 / 2007). Seit Sommer 2018 ist er Teil des Redaktionsteams von «Eine Welt / Un seul monde», dem Magazin der Direktion für Entwicklungszusammenarbeit (DEZA).
Im Frühjahr 2016 produzierte er zusammen mit der Basler Filmemacherin Esther Petsche den Kurzdokumentarfilm «The Climate Changers» über die zivilgesellschaftlichen Aktivitäten während der historischen Klimakonferenz COP21 in Paris, der im Rahmen der «official selection» des «9th International Kuala Lumpur Eco Film Festival» gezeigt wurde. Im März 2019 erschien der gemeinsame Film «Die Friedensköche am Rio Napo» (The amazon changers – cook to empower) über Ölförderung und Vertreibung indigener Gruppen entlang des Rio Napo im Amazonasgebiet Ecuadors sowie kommunalen Ökotourismus als Alternative zur Zerstörung des Regenwaldes. Er lebt und arbeitet in Basel.

## Belege
1. ↑  Samuel Schaefli: Aquaponic. In: Samuel Schlaefli. GEO, 12. Dezember 2012, abgerufen am 1. Dezember 2012.
2. ↑  Samuel Schlaefli: Touristen wollen nicht jeden Abend Bohnen mit Reis. In: Spiegel online. Spiegel online, 12. September 2017, abgerufen am 12. September 2017.
3. ↑  Samuel Schlaefli: Wenn China in Afrika eine Bahn baut. In: SRF. SRF, 19. April 2019, abgerufen am 19. April 2019.
4. ↑  Samuel Schlaefli: WIE EIN FREUND, DER SICH JE LÄNGER, JE MEHR VERABSCHIEDET. In: Samuel Schlaefli. Greenpeace Magazin, 1. März 2018, abgerufen am 13. Juni 2019.
5. ↑  Samuel Schlaefli: Der Bau 1 dominiert die Silhouette von Basel. Die Geschichte eines Machtsymbols. In: Samuel Schlaefli. Tageswoche, 18. September 2015, abgerufen am 13. Juni 2019.
6. ↑  Samuel Schlaefli: Sozialismus auf dem Buckel der Indigenen. In: Samuel Schlaefli. Surprise Magazin, 1. September 2017, abgerufen am 13. Juni 2019.
7. ↑  Samuel Schlaefli: Stemming Rural Depopulation in Ethiopia. In: Our World. Our World, 12. März 2012, abgerufen am 13. Juni 2019 (englisch).
8. ↑  Samuel Schlaefli: Wenn China in Afrika eine Bahn baut. In: SRF. SRF, 30. April 2019, abgerufen am 13. Juni 2019.
9. ↑  Samuel Schlaefli: Burmas Demokratie und die Kehrseite. In: SRF. SRF, 15. Februar 2017, abgerufen am 13. Juni 2019.
10. ↑  Samuel Schlaefli: EINE HUMANITÄRE ERRUNGENSCHAFT WIRD IN FRAGE GESTELLT. In: Samuel Schlaefli. Eine Welt, 1. April 2018, abgerufen am 13. Juni 2019.
11. ↑  Lioba Schneemann: Inspiriert von Menschen aus aller Welt. Umweltagenda Basel, 7. September 2018, abgerufen am 28. Juni 2019.
12. ↑  Kai Pulver: The Climate Changers. In: Filme für die Erde. Filme für die Erde, 3. Juni 2016, abgerufen am 13. Juni 2019 (englisch).
13. ↑  International Kuala Lumpur Eco Film Festival. 1. Januar 2016, abgerufen am 13. Juni 2019.
14. ↑  Esther Petsche, Samuel Schlaefli: The Climate Changers. In: The Climate Changers. 1. Mai 2016, abgerufen am 13. Juni 2019 (deutsch, englisch).

| Personendaten    | Personendaten                                    |
| ---------------- | ------------------------------------------------ |
| NAME             | Schlaefli, Samuel                                |
| KURZBESCHREIBUNG | Schweizer Journalist und Dokumentarfilmproduzent |
| GEBURTSDATUM     | 1979                                             |